# Maccagno
Maccagno là một đô thị ở tỉnh Varese trong vùng Lombardia, có cự ly khoảng 70 km về phía tây bắc của Milan và khoảng 25 km về phía tây bắc của Varese.
Maccagno giáp các đô thị: Agra, Cannobio, Dumenza, Luino, Pino sulla Sponda del Lago Maggiore, Tronzano Lago Maggiore, Veddasca.